# Колыберевская волость
Колыберевская волость (Колыберовская волость) — волость в составе Коломенского уезда Московской губернии. Существовала до 1929 года. Центром волости первоначально было село Колыберово, а с 1924 года — село Суворово.
По данным 1918 года в Колыберевской волости было 35 сельсоветов: Берняковский, Биркинский, Воскресенский, Вострянский, Губастовский, Дарищинский, Елинский, Елкинский-I, Елкинский-II, Ерковский сельсовет, Жуковский, Ильинский, Каменский, Княженский, Колыберевский, Кочабровский, Конев-Борский, Кривякинский, Лопатинский, Неверовский, Ново-Деревенский, Новоселковский, Новочеркасский, Паньшинский, Песковский-I, Рождественский, Садковский, Суворовский, Тройнинский, Федотовский, Чуркинский, Шелухинский и Шильковский.
В 1919 году Ерковский и Чуркинский с/с были объединены в Чуркино-Ерковский с/с.
В 1922 году были упразднены Берняковский, Биркинский, Дарищинский, Ильинский, Каменский, Княжевский, Конев-Борский, Кочабровский, Кривякинский, Неверовский, Псаревский, Рождественский, Суворовский, Тройнинский, Чуркино-Ерковский, Шелухинский и Шильковский с/с. Песковский-I и Песковский-II с/с был объединены в Песковский с/с; Жуковский], Елкинский-I и Елкинский-II — в Елкинский с/с.
В 1923 году был образован Шильковский с/с, а Колыберевский с/с был переименован в Псаревский.
В 1925 году были образованы Берняковский и Кривякинский с/с.
В 1926 году был образован Суворовский с/с, а Псаревский с/с упразднён с разделением его территории на Колыберевский и Павловский с/с.
В 1927 году Колыберевский и Суворовский с/с были упразднены.
В 1929 году был образован Дарищинский с/с.
В ходе реформы административно-территориального деления СССР в 1929 году Колыберевская волость была упразднена.